# Ślepowron
Ślepowron (Bujno, Bujny) was een Poolse heraldische clan (ród herbowy) van middeleeuws Polen en later het Pools-Litouwse Gemenebest.
Ślepowron betekent letterlijk 'blinde kraai'. De clan Ślepowron vindt zijn oorsprong in het oude geslacht Korwin, dat eerst haar eigen clan vertegenwoordigde. Over de herkomst van het wapen zijn historici verdeeld: Aan de ene kant zou het wapen ontstaan zijn uit de combinatie van het wapen van de clans Korwin en Pobóg. Anderzijds houdt men ook rekening met het idee dat die ontstaan is uit een combinatie van het wapen van de clans Kruk en Pobóg. Het oudste zegel met het Ślepowron-wapen is uit 1352 en de eerste schriftelijke vermelding uit 1398.
De historicus Tadeusz Gajl heeft 993 Poolse Ślepowron clanfamilies geïdentificeerd.

## Telgen
De clan bracht de volgende bekende telgen voort:
- Krasiński
  - Graaf Wincenty Krasiński, militaire leider
  - Graaf Kazimierz Krasiński, staatsman
  - Graaf Zygmunt Krasiński, dichter
  - Franciszek Krasiński, bisschop
- Pavlo Teteria, Hetman
- Wojciech Jaruzelski, president van Polen
- Augustyn Kordecki, geestelijke en sleutelfiguur in het beleg van Jasna Góra
- Kazimierz Pułaski, militaire leider
- Szymon Kossakowski, Hetman
- Karol Szymanowski, componist

## Variaties op het wapen van Ślepowron

Wapen van Sandrecki
Wapen van Korwin
Wapen van Kurówski
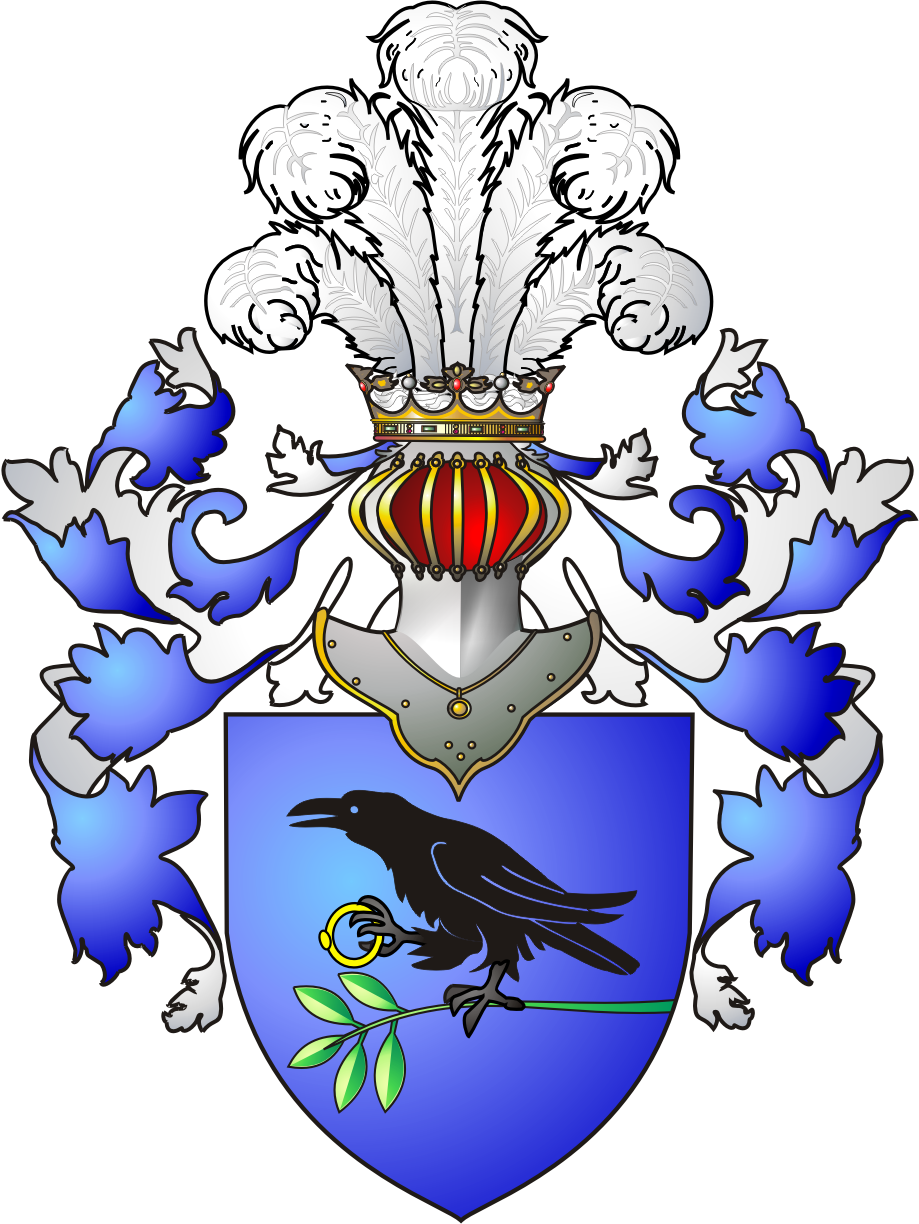
Wapen van Materna
Wapen van Rosyniec

## Galerij

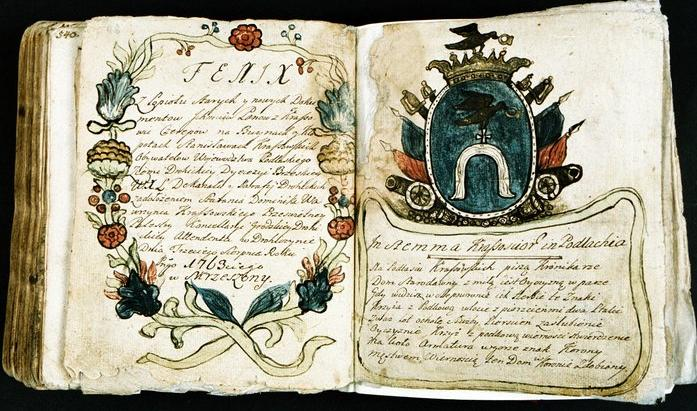
Dagboek van het Krassowski geslacht, 1763
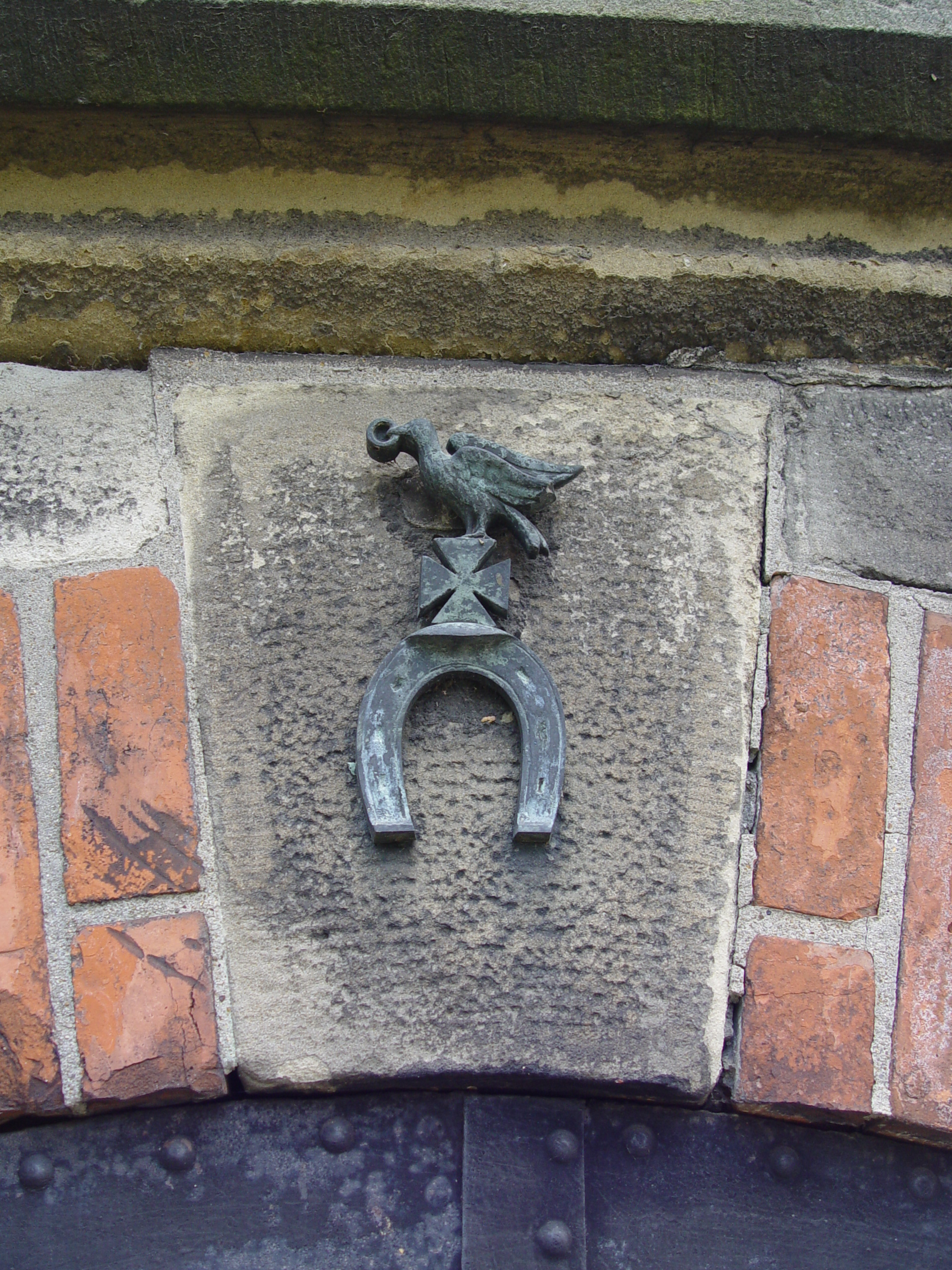
Het wapen van Ślepowron op een grafkapel van de familie Jastrzębski in Dębno
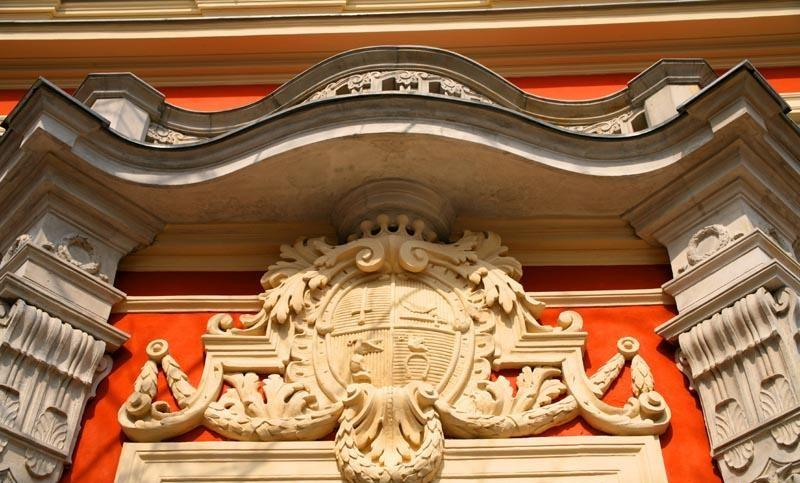
Het wapen van Ślepowron op het Czapskipaleis